# Ледяная рыба
Обыкновенная ледяная рыба, или щуковидная белокровка, или обыкновенная белокровная щука (лат. Champsocephalus gunnari) — рыба семейства белокровных рыб.
Название «ледяная рыба» (или просто «ледяная») иногда употребляют как собирательное название всего семейства белокровок (белокровных рыб) или иных отдельных её представителей (крокодиловая белокровка, китовая белокровка и др.). Встречается также название «морская щука», что не вполне верно, так как это название закрепилось за барракудовыми, совсем другим семейством рыб.
Обитает в водах Антарктики — вокруг Антарктиды и Южной Америки, эндемичны для этого региона.

## История
Ещё в XIX веке норвежские китобои рассказывали, что в далёкой Антарктике, у острова Южная Георгия в юго-западной части Атлантического океана, водятся странные рыбы с бесцветной кровью, которых они и окрестили «бескровными» и «ледяными». Однако эта загадка природы не сразу привлекла внимание скептически настроенных учёных.
Научные исследования этих рыб начались лишь в 1954 году.
Научную классификацию (таксономию) провёл шведский зоолог Эйнар Лённберг в 1905 году.

## Характеристика щуковидной белокровки

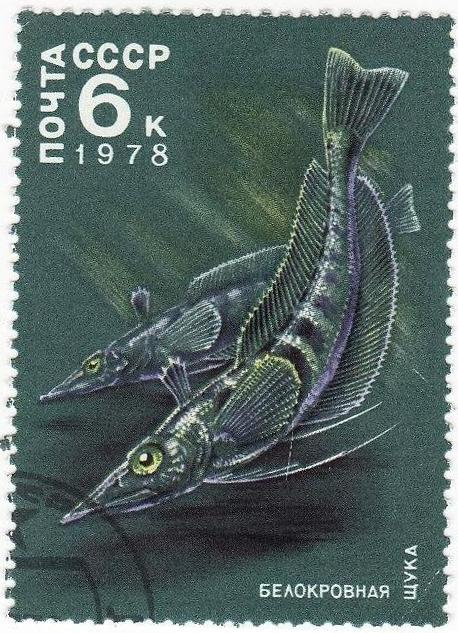
Марка, выпущенная в СССР в 1978 году, посвящённая щуковидной белокровке

В первом спинном плавнике — 7—10 гибких колючих лучей, во втором спинном плавнике — 35—41 членистых луч, в анальном плавнике — 35—40 членистых лучей, в грудном плавнике — 25—28 лучей, в хвостовом плавнике 12 ветвистых лучей; в нижней части первой жаберной дуги — 11—20 жаберных тычинок; общее число позвонков — 58—64.
Тело невысокое (11—15 % стандартной длины тела), прогонистое. Ростральный шип у вершины рыла отсутствует. Вершина нижней челюсти находится на одной вертикали с вершиной верхней челюсти. Голова относительно высокая, её высота несколько больше длины рыла. Рыло относительно длинное — 34—48 % длины головы. Рот большой, задний край верхней челюсти доходит до уровня передней трети орбиты. Глаз относительно большой, диаметр орбиты 16—26 % длины головы. Межглазничное пространство умеренной ширины (16—26 % длины головы). Внешние края лобных костей над глазами ровные, без кренуляции (не зазубренные) и не приподняты. Оба спинных плавника относительно низкие, соприкасаются своими основаниями или едва разделены очень узким междорсальным пространством. На теле имеются две боковые линии (дорсальная и медиальная) без костных члеников. Брюшные плавники умеренной длины, средние лучи наибольшие (16—20 % стандартной длины тела), не достигают начала основания анального плавника. Хвостовой плавник выемчатый.
Общая окраска тела серебристо-светло-серая, на брюшной стороне тела белая. Голова и спина тёмные. На боках туловища имеются неправильные вертикальные тёмные полосы, среди которых выделяются 4 наиболее тёмные полосы. Спинные, хвостовой и анальный плавники у взрослых рыб тёмные или черноватые, у молодых рыб светлые.

## Распространение и батиметрическое распределение
Ареал вида характеризуется как циркумантарктический прерывистый, в основном приуроченный к островам, расположенным у северной границы Антарктической конвергенции. В Западной Антарктике встречается у острова Южная Георгия, у скал Шаг, возле Южных Сандвичевых, Южных Оркнейских, Южных Шетландских островов, у острова Буве и у северной части Антарктического полуострова. В Восточной Антарктике ареал вида ограничен островами и банками подводного хребта Кергелен — островами Кергелен, банками Щучья, Скиф, Южная и островами Хёрд и Макдональд. Отмечена на глубинах от поверхности до 700 м.

## Размеры
Крупная рыба. В популяции от Южной Георгии достигает общей длины 66 см и массы 1—1,2 кг. Максимальный размер рыбы, зафиксированный у Южной Георгии, составил 69,5 см общей длины при массе 3,2 кг. В районе архипелага Кергелен общая длина рыб не превышает 45 см.

## Хозяйственное значение
Ледяная — ценная промысловая рыба. Масса рыночной ледяной рыбы — от 100 г до 1 кг, длина — 25—35 см.
Мясо рыбы содержит большое количество калия, фосфора, фтора и прочих микроэлементов.
В России за вкусовые качества и в связи с удалённостью и сложностью региона добычи относится к ценовой категории «премиум». В советской рыбной промышленности относилась к низшей ценовой категории, наряду с путассу и минтаем.

## Кулинарные свойства
Одно из достоинств — отсутствие неприятного специфического рыбного запаха. Эту рыбу вполне можно рекомендовать тем людям, которые его не переносят.
Мясо плотное, нежное, нежирное (2—8 г жира на 100 г массы) и низкокалорийное (80—140 ккал в 100 г). Содержание белка около 17 %. Практически бескостная: рыба имеет только хребет и не содержит реберных костей и мелких косточек. Да и сам хребет, поскольку содержит малое количество кальция, — мягкий и практически съедобный (легко пережёвывается ввиду своей мягкости).
Рекомендованы щадящие виды кулинарной обработки ледяной рыбы: приготовление на пару или отваривание. Ценители ледяной рыбы считают, что заливное из неё гораздо вкуснее, чем из судака. В Японии популярны блюда из ледяной рыбы в сыром виде.
Так как белокровки обитают в самых экологически чистых регионах планеты, их можно считать одними из самых чистых рыб, считается, что они не содержат никаких вредных веществ.

## Близкие виды
Род Champsocephalus включает ещё один вид — щучью белокровку, или патагонскую белокровку.